# Sisinio von Pretis-Cagnodo
Sisinio Pretis-Cagnodo, anobli sous le nom Sisinio Freiherr von Pretis-Cagnodo, né le 14 février 1828 à Hambourg, dans la Confédération germanique, et mort le 15 décembre 1890 à Vienne, en Autriche-Hongrie, est un fonctionnaire et homme politique autrichien.

## Biographie
Sisinio Pretis-Cagnod est né le 14 février 1828 d'un diplomate autrichien en poste dans la ville libre de Hambourg, qui faisait alors partie de la Confédération allemande. Après des études de droit et de sciences politiques aux universités d'Innsbruck, de Prague, de Göttingen et d'Heidelberg, il reçut en 1850 le titre de doctor juris. Il entre dans la fonction publique en 1852 au parquet financier de Trieste. L'année suivante, il entre à la lieutenance côtière, puis à partir de 1855, il sert l'autorité royale et impériale de la mer en tant qu'ingénieur et dessinateur, puis à partir de 1857, de secrétaire du gouvernement.
En 1862, il devient secrétaire ministériel au Ministère impérial et royale de la Marine, qui n'exista que pendant le ministère de Friedrich Moritz von Burger et fut dissous à nouveau en 1865. À la suite de cette dissolution, Pretis-Cagnod travailla dans la section navale en tant que conseiller de section, puis rejoignit l'année suivante, en 1866, le Ministère du Commerce et de l’Économie. Au sein de ce ministère, il était reconnu comme un expert en matière douanière et a donc participé à la rédaction et à la conclusion d'accords commerciaux avec le Royaume-Uni, la France, l'Italie, l'Allemagne ainsi que la Suisse.
À partir de 1867, Pretis-Cagnod est chef de section, puis il se voit confier la gestion du Ministère du Commerce dans les années 1870 et 1871, après la suppression du « Ministère des Citoyens ». Après la démission d'Alfred Józef Potocki, Pretis-Cagnod, anobli en 1871 et appelé désormais Sisinio Freiherr von Pretis-Cagnodo, devint gouverneur de trois des terres de la couronne, dont Gorizia et Gradisca, Trieste avec son territoire, ainsi que le margraviat d'Istrie, toutes trois qualifiées de terres côtières. Il occupa ce poste de février 1871 jusqu'en janvier 1872. Le 15 janvier 1872, il fut nommé par l'empereur à la place de Ludwig von Holzgethan (qui reçut quant à lui le poste de ministre des Finances du Reich) au ministère cisleithan des finances, dans le gouvernement dirigé par Adolphe von Auersperg.
Pretis-Cagnodo, alors proche des libéraux allemands, fut envoyé sans interruption de 1872 à 1882 par les grands propriétaires terriens de Bohême au Parlement de Cisleithanie comme membre du Reichsrat. Il ne prend pas d'engagement politique fort, mais préconise l'acquisition de la Bosnie en 1878.
Après l'éclatement d'une crise au sein du ministère Auersperg, Sisinio von Pretis-Cagnodo se voit confier la formation d'un nouveau gouvernement par l'empereur d'Autriche, François-Joseph Ier, à la fin de l'été 1878, sur la suggestion de l'ancien ministre de la Justice Eduard Herbst. Cependant, Herbst ayant ensuite refusé de siéger au parlement, il se retira du processus de formation du gouvernement.
Pretis-Cagnodo est également resté ministre des finances dans le cabinet de Karl von Stremayr et n'a finalement démissionné avec lui qu'en 1879. Il a ensuite occupé de nouveau comme le poste de gouverneur du littoral de 1879 à 1888. Ici, dans le contexte des troubles irrédentistes liés à la tentative d'assassinat de l'empereur par Guglielmo Oberdan et à la peine de mort infligée à ce dernier, il parvint à maintenir la paix parmi les diverses nationalités constituant l'empire.
Après sa retraite en 1889, il fut nommé au conseil d'administration de la Bodencreditanstalt, devint président du conseil d'administration de la société privée des chemins de fer austro-hongrois et fut nommé par l'empereur en tant que membre à vie de la Chambre des Seigneurs.
Sisinio Freiherr von Pretis-Cagnodo mourut le 15 décembre 1890, à l'âge de 62 ans, à Vienne. Il a fut enterré au cimetière Mauer. Les nécrologies qui furent alors publiées faisaient référence, entre autres, à de nombreux titres honorifiques que Pretis avait reçus,.